# Tylosurus pacificus
Tylosurus pacificus is een  straalvinnige vissensoort uit de familie van gepen (Belonidae). De wetenschappelijke naam van de soort is voor het eerst geldig gepubliceerd in 1876 door Steindachner.
De soort staat op de Rode Lijst van de IUCN als niet bedreigd, beoordelingsjaar 2007.